# Železniční trať Curych – Ziegelbrücke – Näfels
Železniční trať Curych – Ziegelbrücke – Näfels (známá jako Linksufrige Zürichseebahn či Linksufrige Seebahn, tedy Trať po levém břehu jezera) je hlavní železniční trať ve Švýcarsku. Trať vede z Curychu podél levého břehu Curyšského jezera, kterému vděčí za své pojmenování, do stanice Ziegelbrücke, jež je železničním uzlem pro kanton Glarus. Odtud pokračuje do stanice Näfels. Trať byla otevřena společností Švýcarské severovýchodní dráhy (Schweizerische Nordostbahn, zkratka NOB) dne 20. září 1875. Po zestátnění NOB v roce 1902 se trať stala součástí nově založených Švýcarských spolkových drah (SBB).
Trať je hlavní spojnicí Curychu s východním Švýcarskem, zejména kantony Schwyz, Glarus, Zug a Graubünden, a projíždí ji regionální i dálkové vlaky včetně mezinárodních spojů do Rakouska a dále na východ.

## Průběh trati

### Curych–Thalwil

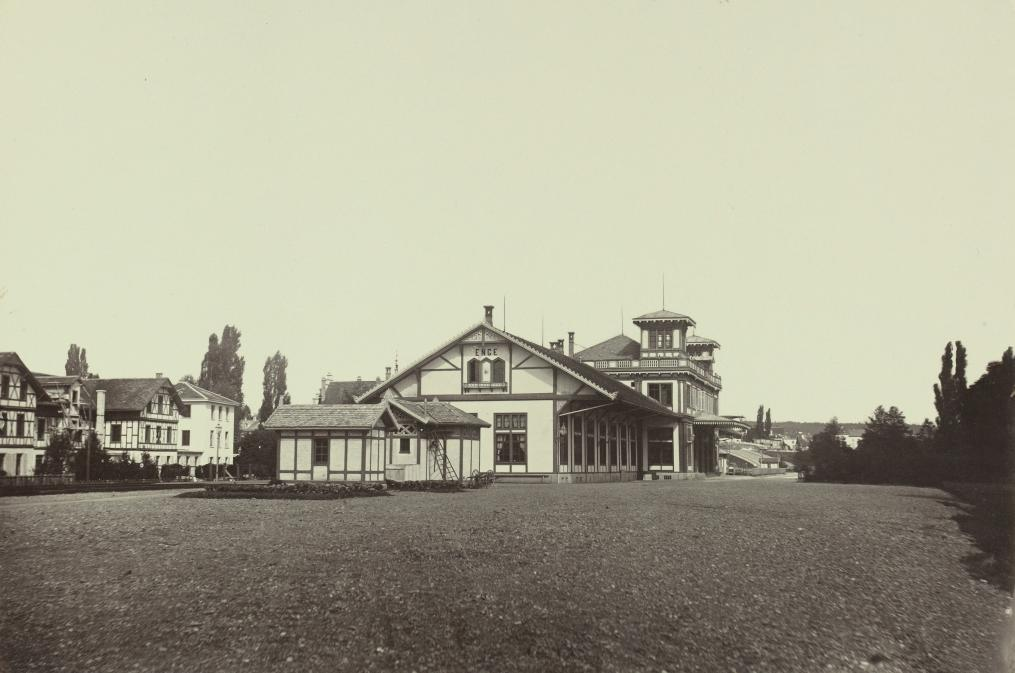
Železniční stanice Enge v době otevření

Trať Seebahn opouští curyšský uzel jako nejjižnější dvoukolejná trať v trianglu zvaném Kohlendreieck, který tvoří tratě Hlavní nádraží–Wiedikon, Wiedikon–Altstetten a spojka mezi hlavním nádražím a Altstettenem. Triangl sloužil ke skladování uhlí během parního provozu; v současnosti se zde nachází měnírna SBB. Za trianglem se připojuje spojovací trať z Curychu-Altstettenu, otevřená 1. června 1897, k trati do Ziegelbrücke. Umožňuje nákladním vlakům objíždět curyšské hlavní nádraží a příležitostně ji využívaly i osobní vlaky; například Arlberg-Orient-Express zastavoval ve stanici Zürich Enge.
V roce 1875, kdy byla trať otevřena, nebyly koleje mezi curyšským hlavním nádražím a Wollishofenem ještě v jedné úrovni. Křížily dvanáct silnic a tři tramvajové tratě ve stejné úrovni, což vedlo od přelomu století po nástupu automobilů ke značným dopravním překážkám, které se v době výstavby daly jen stěží předpokládat. To se stalo obzvláště rušivým po otevření železniční trati Thalwil – Arth-Goldau v roce 1897, takže vlaky z Curychu směrem na Gotthard jezdily také přes Seebahn. Společnost NOB původně plánovala vybudovat nadzemní trať, ale město Curych zvítězilo se svým přáním vést trať pod zemí. Nová trasa se zářezem Seebahn, tunelem Wiedikon-Ulmberg a tunelem Enge byla otevřena 1. března 1927. Starý Ulmbergský tunel byl přestavěn na silniční tunel a je v provozu dosud.

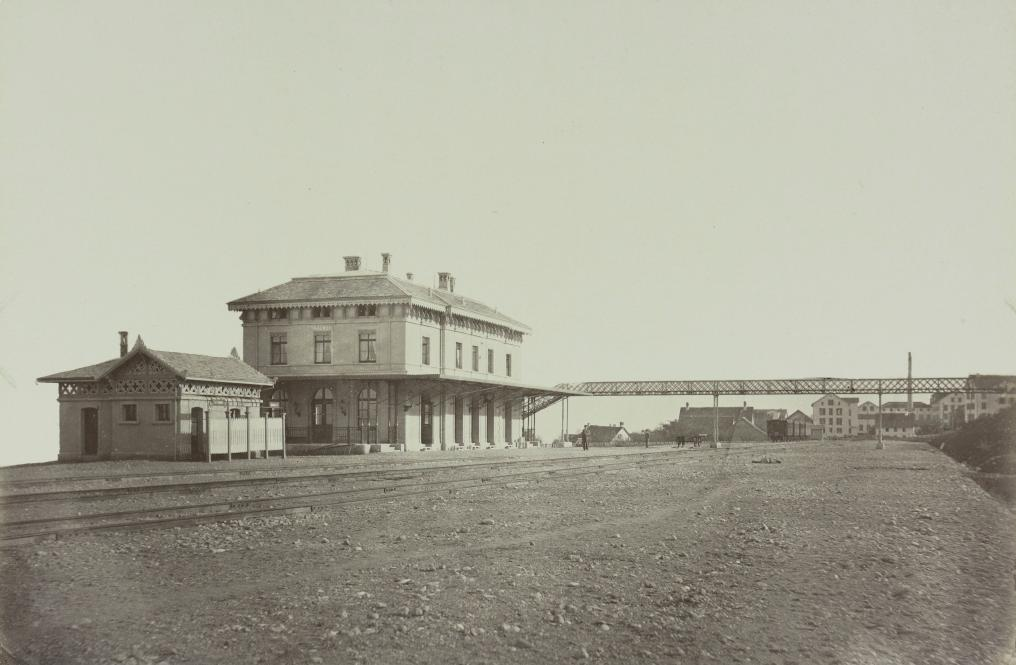
Železniční stanice Thalwil (1875)

Od roku 1927 vedou koleje v zářezu Seebahn a pod staniční budovou stanice Wiedikon, která byla navržena jako postavená nad kolejištěm, přecházejí do tunelu Ulmberg, který ústí do zářezu železniční stanice Enge. Z něj za stanicí Wiedikon odbočuje spojovací trať, která vede tunelem Manesse k trati Sihltal-Zürich-Uetliberg-Bahn (SZU) ve stanici Giesshübel. Za stanicí Enge a následným tunelem Enge se trať vrací na původní trasu z roku 1875, než dosáhne stanice Zürich Wollishofen. Seebahnstrasse, která v letech 1982 až 2009 vedla tranzitní dopravu z dálnice A3 na dálnici A1 přes město Curych, vede souběžně se zářezem Seebahn v Curychu.
Jižně od Wollishofenu opouští Seebahn město Curych. Následují železniční stanice Kilchberg a Rüschlikon, než trať dosáhne stanice Thalwil.
Od roku 2004 se v zářezu Seebahn ve městě Curych odbočuje úpatní tunel Zimmerberg, jehož první etapa tvoří druhou dvoukolejnou trať souběžnou se Seebahn. Tato trasa vede přímo do Thalwilu bez mezistanic a je využívána rychlíky a nákladními vlaky. Na starou trať Seebahn se napojuje bezprostředně před železniční stanicí Thalwil.

### Thalwil – Ziegelbrücke – Näfels

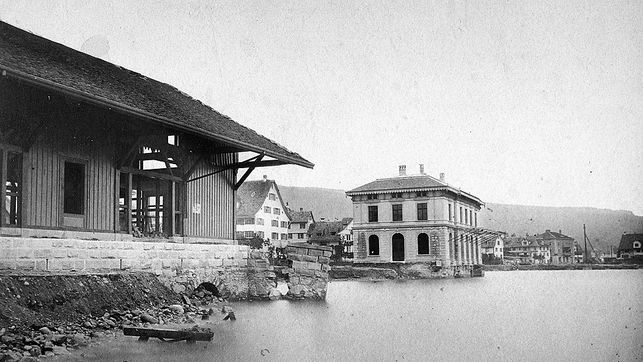
Stanice Horgen po sesuvu podloží do jezera

Trať Thalwil–Zug, kterou v roce 1897 otevřela NOB jako curyšský přivaděč ke Gotthardské dráze (GB), odbočuje na jižním konci stanice Thalwil. Oddělení obou tratí bez křížení je dosaženo nejstarší estakádou v síti SBB, která byla uvedena do provozu 7. prosince 1962 spolu s dvoukolejnou tratí Thalwil – Horgen Oberdorf na trati do Zugu, trať do Zugu vede tunelem Zimmerberg a tunelem Albis do města Zug, kde je zřízeno napojení na trať Zug – Arth-Goldau.
Podél dráhy následují železniční stanice Oberrieden a Horgen, odkud trať vede většinou přímo podél břehu jezera. V Horgenu se 20. září 1875 (dva dny po slavnostním otevření) objevily na přístavišti parníků trhliny. Téhož dne se do Curyšského jezera propadly tři staniční koleje a 6500 metrů čtverečních pozemku. V následujících dvou dnech voda pohltila budovu nádražních záchodků. Skladiště pro nákladní dopravu a nádražní budova poklesly o metr, takže musely být zbourány. Trvalo 13 let, než se Horgen dočkal nádražní budovy. Další rozšiřování trati probíhalo po etapách. Trať v Käpfnachu byla elektrifikována již před 26. červnem 1924. Druhá kolej však byla přidána až později.
Za nádražím Au ZH následuje Wädenswil, kde z trati odbočuje železniční trať Wädenswil–Einsiedeln (WE), otevřená v roce 1877. Než Seebahn dosáhne železničního uzlu Pfäffikon SZ, následují železniční stanice Richterswil, Bäch SZ a Freienbach. V Pfäffikonu odbočuje železniční trať do Rapperswilu, kterou v roce 1878 otevřela společnost Zürichsee-Gotthardbahn (ZGB), a vede přes hráz Rapperswilského jezera, na jehož výstavbě se ZGB podílela. Pokračování od Curyšského jezera do Samstagernu směrem ke Gotthardské dráze již v roce 1891 neotevřela ZGB, ale Schweizerische Südostbahn (SOB), která vznikla v roce 1890 sloučením společností ZGB a WE.

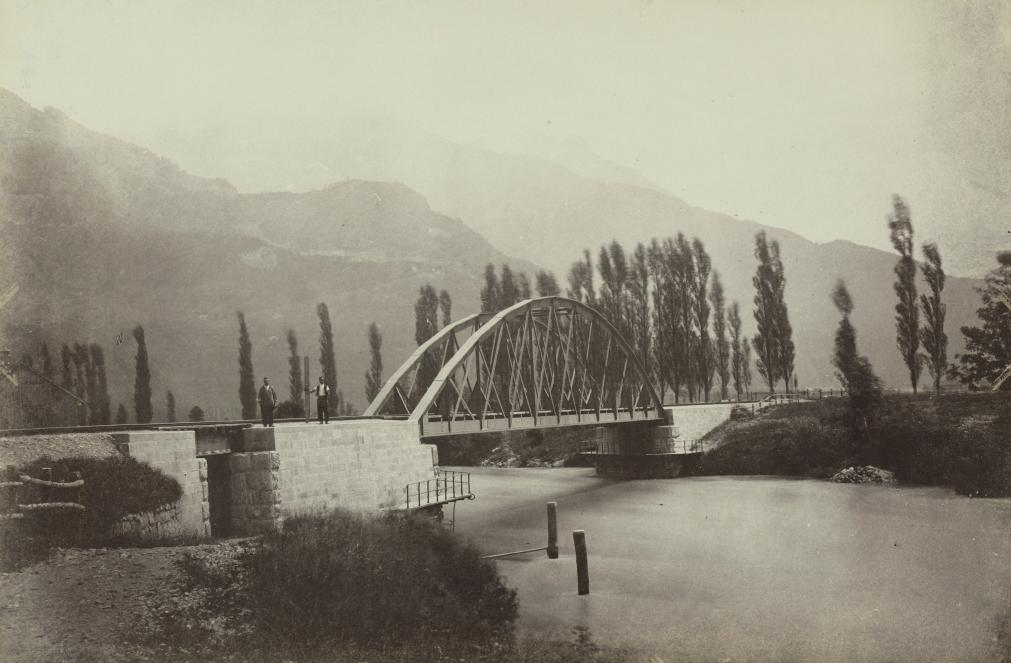
Most přes Linth

Podél curyšského jezera Obersee navazuje železniční stanice Altendorf, kde se nachází elektrárna Etzelwerk AG. Společnost, kterou původně založily Nordostschweizerische Kraftwerke (NOK) a SBB, je od roku 1987 stoprocentní dceřinou společností SBB a ve stejnojmenné přečerpávací elektrárně vyrábí především trakční proud využitím výškového rozdílu mezi jezerem Sihlsee a Curyšským jezerem.
Nádraží Lachen je posledním městem na břehu Curyšského jezera. Železniční trať pak vede přes nížinu Linthu se stanicemi Siebnen-Wangen, Schübelbach-Buttikon, Reichenburg, Bilten a Ziegelbrücke. Zatímco regionální vlaky a spoje S-Bahn končí v železničním uzlu Ziegelbrücke, rychlíky pokračují po trati Ziegelbrücke–Sargans. Původní dráha NOB vede po jedné koleji přes nádraží Nider- a Oberurnen na konečnou staré trati u nádraží Näfels-Mollis. Dnes je tento jednokolejný úsek součástí regionální železniční tratě Rapperswil – Glarus – Linthal a železniční stanice Näfels-Mollis již není konečnou stanicí.
Průmyslová vlečka v Näfelsu připomíná, že z Näfelsu do Weesenu kdysi vedla železniční trať, kterou v roce 1859 postavila společnost Vereinigte Schweizerbahnen (VSB) jako součást trati Rüti ZH – Rapperswil – Ziegelbrücke – Weesen – Näfels – Glarus. Osobní doprava na této trati mezi Weesenem a Näfelsem byla ukončena v roce 1918. Nepoužívaný úsek Weesen–Näfels byl snesen v roce 1931.

## Provoz na trati
V 90. letech 20. století byla dráha Seebahn automatizována a provoz na trati je řízen dálkově z řídicích pracovišť v Curychu (úsek Curych–Pfäffikon) a Ziegelbrücke (úsek Pfäffikon – Ziegelbrücke – Näfels).

### Curych–Thalwil

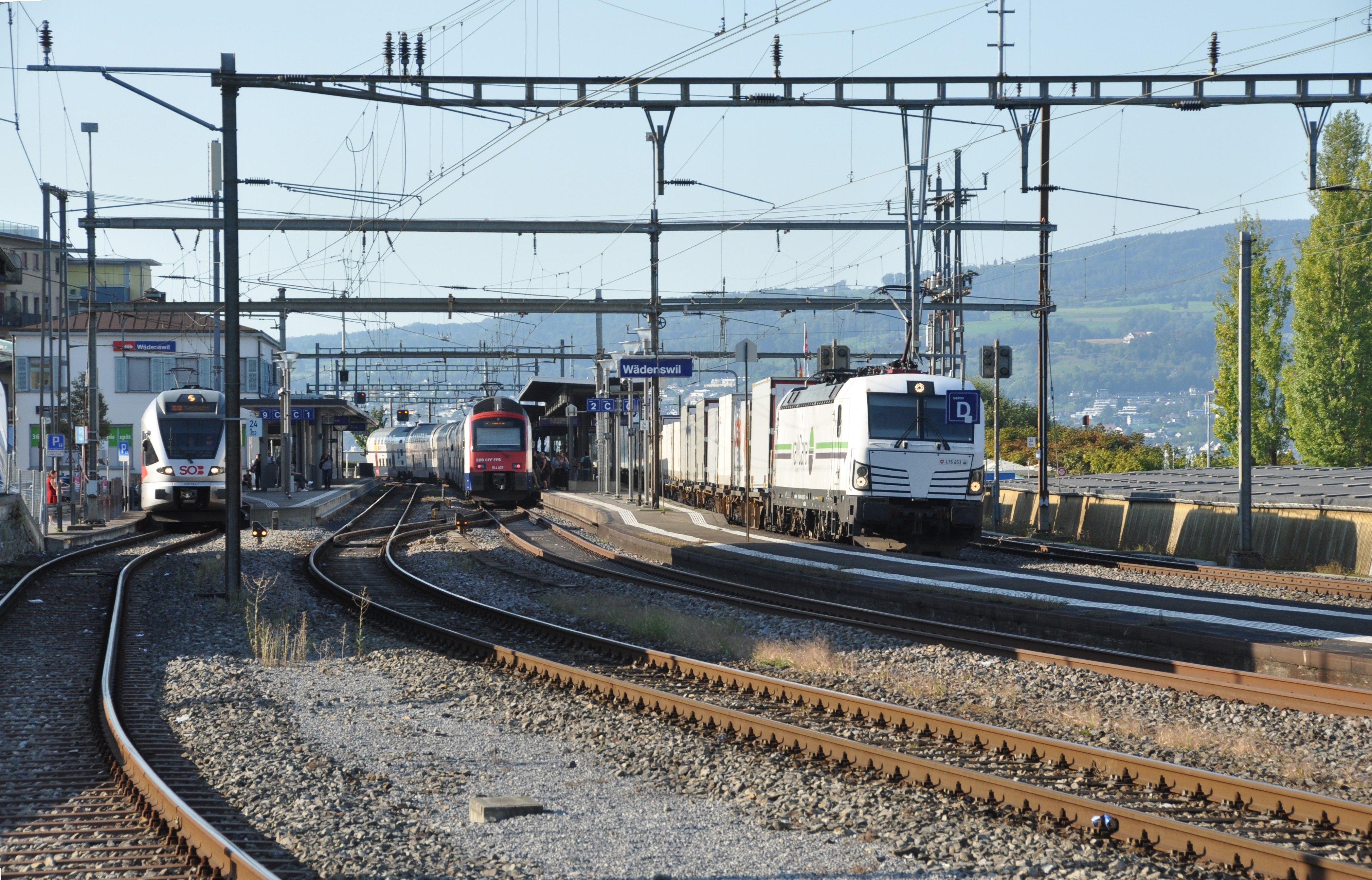
Nákladní vlak s lokomotivou Siemens Vectron při průjezdu Wädenswilem

Úsek mezi Curychem a Thalwilem je jedním z nejzatíženějších úseků v celé švýcarské železniční síti; zůstal nejdůležitějším přivaděčem ke Gotthardské dráze pro osobní dopravu přes Curych a zajišťuje meziregionální dopravu do Zugu a Lucernu. Pro dopravu S-Bahn je trasa součástí nejkratšího spojení do Zugu, i když z důvodu kapacitního omezení (jednokolejný tunel Zimmerberg) je z provozního a plánovacího hlediska upřednostňována o něco delší trasa přes Knonau. Ze stejného důvodu je nákladní doprava ve směru na Gotthard obvykle vedena odklonem přes Aargau.
Od otevření úpatního tunelu Zimmerberg v roce 2004 přebírá veškerou rychlíkovou a nákladní dopravu, zatímco vlastní trať podél jezera využívá prakticky jen curyšský S-Bahn. Obrovské zúžení však způsobuje bezkolizní zaústění úpatního tunelu do dráhy podél jezera v Thalwilu, které rovněž redukuje čtyři koleje na dvě. V důsledku toho tunel neslouží ke zvýšení kapacity, ale především k ochraně před hlukem. Řešení by přinesla druhá část úpatního tunelu Zimmerberg; ta však byla z důvodu financování odložena a realizace se nepředpokládá dříve, než v roce 2035.

### Thalwil–Ziegelbrücke

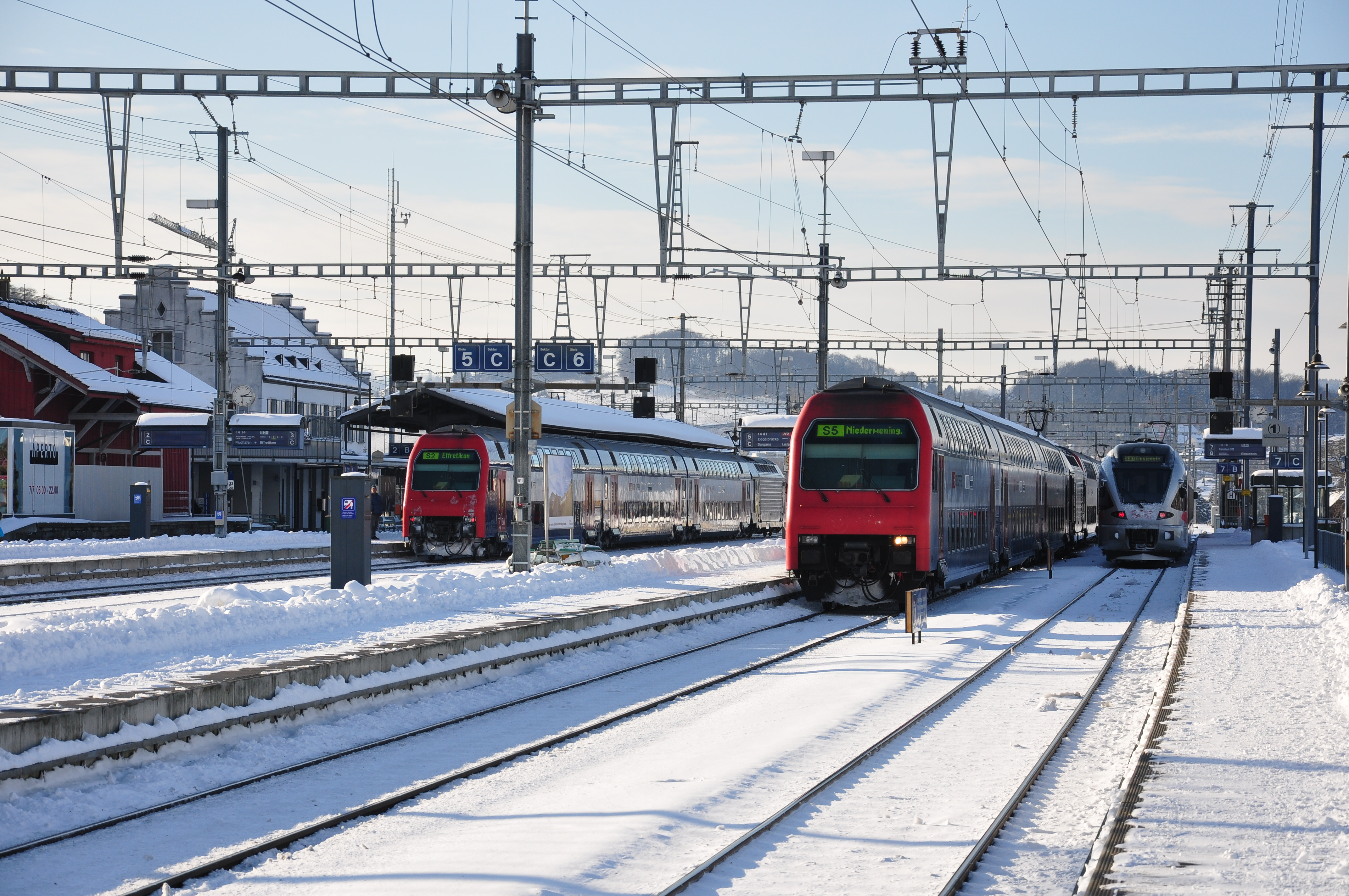
Osobní vlaky ve stanici Pfäffikon SZ

Doprava mezi Thalwilem a Ziegelbrücke zahrnuje všechny vlaky z větší části Curychu po železniční trati do Sargans směrem do údolí Rýna v kantonech Graubünden a St. Gallen, včetně vlaků InterCity do Churu, vlaků RegioExpress a některých mezinárodních vlaků do Rakouska, které jezdí přes Buchs SG a Feldkirch. Trať je rovněž využívána pro meziregionální nákladní dopravu a nákladní vlaky ze středního Švýcarska do nákladového nádraží Buchs SG.
Regionální dopravu zajišťuje curyšská S-Bahn. Ze čtyř linek S-Bahn jezdí jedna z Curychu do Pfäffikonu se zastávkami ve všech stanicích, druhá jezdí zrychleně na stejném úseku a zastavuje dále do Ziegelbrücke. Linka S25 jezdí mezi curyšským hlavním nádražím a Ziegelbrücke podobně jako vlaky RegioExpress a mezi Ziegelbrücke a Linthalem pak zastavuje ve všech stanicích.

### Ziegelbrücke–Näfels-Mollis
Úsek trati mezi Ziegelbrücke a železniční stanicí Näfels-Mollis slouží především pro regionální dopravu mezi Rapperswilem a Glarusem.